# Corea del Sur en los Juegos Paralímpicos de Atlanta 1996
Corea del Sur estuvo representada en los Juegos Paralímpicos de Atlanta 1996 por un total de 64 deportistas, 55 hombres y nueve mujeres.

## Medallistas
El equipo paralímpico surcoreano obtuvo las siguientes medallas:
| Nombre                                              | Deporte                    | Evento                              |
| --------------------------------------------------- | -------------------------- | ----------------------------------- |
| Oro                                                 |                            |                                     |
| Kim Du-Chun                                         | Atletismo                  | 100 m T35 masculino                 |
| Kim Du-Chun                                         | Atletismo                  | 400 m T34-35 masculino              |
| Kim Hae-Ryung                                       | Bochas                     | Individual C1 mixto                 |
| Kwak Jung-Yong                                      | Levantamiento de potencia  | –48 kg masculino                    |
| Jung Keum-Jong                                      | Levantamiento de potencia  | –52 kg masculino                    |
| Lee Hae-Kon                                         | Tenis de mesa              | Individual 1 masculino              |
| Kim Kyung-Mook                                      | Tenis de mesa              | Individual 2 masculino              |
| An Jong-Dae Kim Ki-Hoon Kim Young-Soo               | Tenis de mesa              | Equipo 3 masculino                  |
| Kim Im-Yeon                                         | Tiro                       | Rifle 3 × 20 m SH1 femenino         |
| Kim Im-Yeon                                         | Tiro                       | Rifle de aire 3 × 20 m SH1 femenino |
| Han Taeho                                           | Tiro                       | Rifle de aire de pie SH1 masculino  |
| Lee Ouk-Soo                                         | Tiro con arco              | Individual W2 masculino             |
| An Tae-Sung Cho Hyeon Lee Hak-Young                 | Tiro con arco              | Equipo de pie masculino             |
| Plata                                               |                            |                                     |
| Kim Jong-Kil                                        | Ciclismo en ruta           | Ruta 20k CP3 mixto                  |
| Park Jong                                           | Levantamiento de potencia  | –75 kg masculino                    |
| Bronce                                              |                            |                                     |
| Choi Yeon                                           | Atletismo                  | Jabalina F35 masculino              |
| Kim Du-Chun                                         | Atletismo                  | 200 m T34-35 masculino              |
| Jung Yu-Seok Kim Hae-Ryung Kim Joon You Won         | Bochas                     | Equipo C1-C2 mixto                  |
| Lim Chul                                            | Bolos sobre hierba         | Individual LB2 masculino            |
| Park Tae-Hoon                                       | Esgrima en silla de ruedas | Espada individual B masculino       |
| Yoon Sang-Jin                                       | Levantamiento de potencia  | –56 kg masculino                    |
| Kim Soo-Bok                                         | Natación                   | 100 m espalda S7 masculino          |
| Kang Sung-Hoon                                      | Tenis de mesa              | Individual 1 masculino              |
| Jung Kwang-Hoon                                     | Tenis de mesa              | Individual 10 masculino             |
| Kang Sung-Hoon Kim Kyung-Mook Lee Hae-Kon Park Haun | Tenis de mesa              | Equipo 1-2 masculino                |
| Kim Im-Yeon                                         | Tiro                       | Rifle de aire de pie SH1 femenino   |
| An Tae-Sung                                         | Tiro con arco              | Individual de pie masculino         |
| Lee Ouk-Soo Oh Doo You In                           | Tiro con arco              | Equipo W1/W2 masculino              |
| Kim Il-Keun                                         | Yudo                       | –60 kg masculino                    |
| An Yu-Sung                                          | Yudo                       | –86 kg masculino                    |